# فريدريك أوتو رودلف شتورم
فريدريك أوتو رودلف شتورم (بالألمانية: Rudolf Sturm)‏ هو رياضياتي ألماني، ولد في 6 يناير 1841 في فروتسواف في بولندا، وتوفي بنفس المكان في 12 أبريل 1919.